# Lydnevi
Het Lydnevi is een kunsttaal, die behoort tot de fictieve familie der Noord-Slavische talen.
Het Lydnevi werd gemaakt door de Tsjech Libor Sztemon.
Voorbeeld (het Onze Vader}:
Otec Navo
Otec navo,
Jaš jési na nebesai,
Da jest posvetyn tavo nam.
Da jest prihedyn tavo kralestvo.
Da jest stanyn tavo vilja, jako na nébe, tako y na zéma.
As navo bréd e keždanyn davat i nave danas.
Ø adpoštat i nave as navo dluhem
jako y me adpoštalesom i navo dluhare.
Ø nevøvedat as nave vø pokušenje,
ale nesvabodat as nave é zølyn.
Navad tavo jest kralestvo y moc y slava navéke.
Amén. 